# 村田正夫 (詩人)
村田 正夫（むらた まさお、1932年1月2日 - 2011年11月25日）は、日本の詩人。妻は詩人の麻生直子。

## 来歴
東京府生まれ。早稲田大学法学部卒業。1955年から詩誌「潮流詩派」を主宰。日本現代詩人会、日本文藝家協会員。2011年11月25日、呼吸不全のため、東京都内の病院で死去。79歳没。

## 雑誌
- 早稲田詩人　創刊（1951年）
- 潮流詩派　　創刊（1955年）

## 著書

### 詩集
- 『黄色い骨の地図』(1955年、潮流出版社)
- 『東京の気象』(1958年、潮流出版社)
- 『戦争の午後』(1962年、潮流出版社)
- 『ポンプノチカラデスイスイアガレ』(1965年、潮流出版社)
- 『ナポリを見て死ね』(1968年、潮流出版社)
- 『バラ色の人生』(1969年、潮流出版社)
- 『センチミリミリの歌』(1970年、潮流出版社)
- 『奴隷歌』(1977年、潮流出版社)
- 『旅ゆけば北海道』(1986年、潮流出版社)
- 『旅ゆけば沖縄島』(1987年、潮流出版社)
- 『遠イイ戦争』(1988年、潮流出版社)
- 『月のない砂漠』(1992年、潮流出版社)
- 『遥かな雲たち』(1993年、潮流出版社)
- 『鳩のシャワー』(1996年、潮流出版社)
- 『振りかえる象』(1997年、潮流出版社)
- 『トンボと兵隊』(1998年、潮流出版社)
- 『方丈記を探す』(2000年、潮流出版社)
- 『轟沈とゴルフ』(2001年、潮流出版社)
- 『アフガン不眠』(2002年、潮流出版社)
- 『イラク早朝』(2003年、潮流出版社)
- 『出陣する唄』(2004年、潮流出版社)
- 『時代の船』（2006/12 潮流出版社）

### 集成
- 『村田正夫詩群』(1980年、潮流出版社)
- 『村田正夫詩集』日本現代詩文庫(1986年、土曜美術社)

### 評論
- 『社会性の詩論』(1963年、潮流出版社)
- 『戦争／詩／批評』(1971年、潮流出版社)
- 『詩の社会性』(1977年、潮流出版社)
- 『戦後詩人論』(1979年、潮流出版社)
- 『現代詩体験』(1989年、潮流出版社)
- 『詩人の姿勢』(1992年、潮流出版社)
- 『社会的主題』(1995年、潮流出版社)
- 『風刺／詩／笑い』(1997年、潮流出版社)
- 『詩とユーモア』(1999年、潮流出版社)
- 『自由な表現』(2004年、潮流出版社)
- 『詩のある人生』(2005年、潮流出版社)

### 編著
- 『潮流詩派詩集』（1957年、1960年、1965年、潮流出版社）
- 『遠地輝武研究』『世界の旅の詩』(1968年、潮流出版社)
- 『戦争とは何か』(1969年、潮流出版社)
- 『現代風刺詩集』(1970年、潮流出版社)
- 『1980年詩集』(1980年、潮流出版社)
- 『風刺と笑い』(1982年、潮流出版社)
- 『戦争の匂い』(1984年、潮流出版社)
- 『戦後詩選』(1985年、潮流出版社)
- 『潮流詩派詩人論』(1986年、潮流出版社)
- 『現代地名詩集』(1988年、潮流出版社)
- 『現代地名詩集・続』(1989年、潮流出版社)
- 『1990年詩集』(1990年、潮流出版社)
- 『現代人名詩集』(1991年、潮流出版社)
- 『現代動物詩集』(1992年、潮流出版社)
- 『現代植物詩集』(1993年、潮流出版社)
- 『現代季節詩集』(1994年、潮流出版社)
- 『戦後50年詩選』(1995年、潮流出版社)
- 『現代旅情詩集』『詩と批評』(1996年、潮流出版社)
- 『現代平和詩集』(1997年、潮流出版社)
- 『2000年詩集』(2000年、潮流出版社)